# Trenes de Buenos Aires
Trenes de Buenos Aires Sociedad Anonima (meglio conosciuta come TBA), è stata un'impresa privata argentina che operava, attraverso una concessione del servizio pubblico, nell'ambito riguardante l'operazione del servizio dei passeggeri nel Grande Buenos Aires delle linee Mitre e Sarmiento, entrambe parti della rete ferroviaria argentina, tra il 1995 e il 2012. Inoltre, la ferrovia Mitre era responsabile anche del servizio dei passeggeri tra le città di Buenos Aires e Rosario, quest'ultima parte della provincia di Santa Fe.
Oltretutto, dal 2005 al 2012, costituì, insieme con Ferrovias, Metrovias e lo stato Argentino, l'unità della gestione operativa ferroviaria d'emergenza, che gestiva temporaneamente il servizio passeggeri metropolitano delle ferrovie San Martin, Belgrano Sur e Roca.
Tra il 2011 e il 2012, gestì inoltre il "Tren de Los Pueblos Libres" (Il treno dei popoli liberi)  e il treno Buenos Aires - Misiones.

## Storia
L'impresa iniziò la sua attività il 27 maggio 1995, occupandosi dei servizi passeggeri della linea Sarmiento e della Linea Mitre, secondo il decreto 730/95. Il gruppo si sviluppò nel rispetto delle logiche aziendali che emersero negli anni '90, partendo dalla legge della riforma dello Stato. La rete d'impresa si zmpliò partendo dal mercato dei trasporti urbani fino ai treni, alle attività connesse e alle compagnie assicurative. 

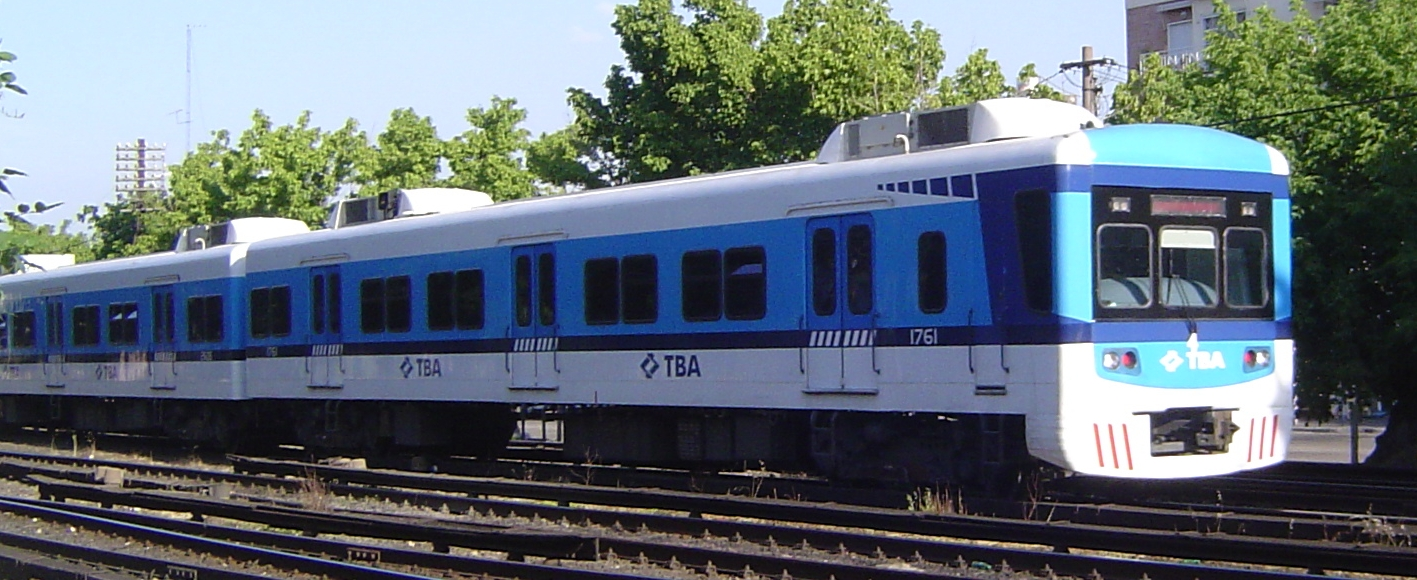
Formazione di macchine elettriche Toshiba corrispondente alla linea Sarmiento.

L'imprese appartenne al Grupo Plaza, un conglomerato d'imprese multinazionali di trasporti ferroviari e settori automobilistici appartenenti alla famiglia Cirigliano.
In una relazione del Revisore Generale della Nazione del 2003, riguardo al compimento delle normative sulla manutenzione e la sicurezza del servizio durante il periodo che va dal 2000 al 2002, si arrivò alla conclusione che il concessionario era incappato in diverse mancanze, tra cui l'insufficiente manutenzione, la riduzione delle velocità massime, la mancata presentazione dei programmi di manutenzione, e infine i problemi di accessibilità per soggetti sottoposti a mobilità o comunicazione ridotta. La TBA non solo divenne una concessionaria, ma riuscì anche a creare delle imprese intorno alle costruzioni ferroviarie (Emfersa) e alla costruzione di autobus (Tatsa). Molte delle loro attività furono comunque sfruttate finanziariamente da quelle compagnie assicurative facenti parte dello stesso gruppo economico, come il caso della compagnia nominata LUA (Seguros La Porteña).
Nel 2004, lo stato nazionale pose fine alla concessione dell'impresa metropolitana riguardante la linea San Martin. Di conseguenza, il servizio cominciò ad operare attraverso l'unione transitoria di diverse imprese denominata UGOFE, conformate dalla TBA, insieme alle compagnie Ferrovias, Metrovias e lo Stato Nazionale. In seguito, nel 2007, UGOFE, s'incaricò dei servizi metropolitani della Linea General Roca e della Linea Belgrano Sur.
Il 29 agosto del 2011, venne inaugurato il Treno de los Pueblos Libres, conosciuto anche come "Treno binazionale", passante  per i binari della ferrovia Urquiza. Esso univa per mezzo ferroviario la repubblica Argentina e la Repubblica Orientale dell'Uruguay, la cui gestione era affidata al TBA.
Alla fine del 2011, la TEA (Trenes especiales Argentinos) perse la concessione del servizio del treno Buenos Aires - Misiones, conosciuto come "Il Grande Capitano".

## Diramazioni a carico
La società dei treni di Buenos Aires (TBA) operò in diversi rami metropolitani e interurbani, appartenenti alle ferrovie Domingo Faustino Sarmiento, General Bartolomé Mitre e General Urquiza.
| Ferrovia  | Diramazioni | Periodo               |
| --------- | --- | --------------------- |
| Mitre     | Ritiro (Mitre) TigreRetiro (Mitre) MitreRetiro (Mitre) SuárezVictoria Cappella del Señor Villa Ballester Zarate Retiro (Mitre) Rosario (Santa Fede) (Interurbano) | 27/05/1995 24/05/2012 |
| Sarmiento | Undici/Miserere - Moreno Once/Miserere - Castelar Merlo - Lobos Moreno - Mercedes Once - Mercedes Once - Moreno (Differenziale) Porto Madero - Merlo (2008-2012)  | 27/05/1995 24/05/2012 |
| Urquiza   | Pilar - Passo dei Tori (Uruguay) (Internazionale) Pilar - Apostoli (Interurbano)                                                                                  | 29/08/2011 24/05/2012 |

### Incidenti sulla Linea Mitre a Palermo
Nel 2001 il gruppo Cirigliano riuscì ad ottenere, attraverso il decreto 141/01 firmato da Fernando de La Rua, una proroga della sua concessione per 10 anni, sebbene presentasse diverse multe e manchevolezze nei loro piani d'inversione. Secondo la commissione nazionale della regolazione dei trasporti, la TBA aveva registrato nel 1996, in seguito all'ottenimento della concessione, 200 incidenti tra le linee Sarmiento e Mitre. Alla fine dei primi 10 anni della concessione, la TBA riportava ben 879 incidenti lungo la linea Mitre, e altri 1198 su quella del Sarmiento.
Il mezzo con cui De la Rua riuscì ad effettuare la proroga della concessione fu la decisione di far passare queste incompletezze come degli "obiettivi da raggiungere." Gli incidenti continuarono a ripetersi anche all'inizio del ventunesimo secolo; tra cui quello all'altezza del Empalme Maldonado, il 10 marzo del 2005, dove rimasero ferite ben 140 persone. Le cause di questo incidente sono tuttora sotto investigazione. Fu sempre il 31 dicembre del 2010 che, mentre si dirigevano verso la stazione José Leon Suarez, due linee della stazione Mitre si scontrarono nuovamente sui binari dell'Empalme Maldonado.
Il 27 febbraio del 2006, all'altezza del ponte sulla via Jeronimo Salguero, un trasporto merci gestito dall'impresa Nuevo Central Argentino e un gruppo di passeggeri, diretti sulla stessa via, si scontrarono in circostanze ancora tutt'oggi sottoposte a investigazione. Successivamente, anche un altro gruppo di passeggeri, questa volta della diramazione José Leon Suarez, diretti alla stazione Retiro, trovandosi sul binario opposto, si scontrarono con un altro vagone di trasporto merci. Il martedì del 13 settembre del 2011, sul passaggio al livello della strada Artigas sullo svincolo Moreno -  Once, una delle linee Sarmiento speronò un autobus della linea 92 all'entrata della stazione Flores. Come risultato ben 11 persone persero la vita, mentre 228 rimasero ferite. Anche le cause di questo incidente rimangono ancora sotto investigazione.

### Incidente ferroviario dell'Once nel 2012
Il mercoledì del 22 febbraio del 2012, sullo svincolo Moreno - Once, una linea di ritorno alla stazione Once non riuscì a frenare in tempo scontrandosi di conseguenza con i sistemi di contenimento dei paraurti della stazione. 51 persone persero la vita e più di 700 risultarono ferite. Le cause dell'incidente sono ancora sottoposte a investigazione.
Fu il terzo incidente ferroviario più grave dell'Argentina, in seguito a quello occorso nel 1970 a Benavidez, dove morirono 236 persone, e quello nella località santafesina di Sa Pereira nel 1978 che causò 55 morti.

### Intervento e fine della concessione
Il 24 maggio del 2012, in seguito alle istruzioni del ministero degli interni e del trasporto, lo stato nazionale, attraverso la risoluzione 199/12, dispose l'intervento amministrativo, tecnico e operativo dei servizi delle linee Mitre e Sarmiento gestiti dalla TBA. Si rivelò che la "risoluzione del contratto era addebitabile esclusivamente al concessionario per gravi e ripetute inadempienze" nell'amministrazione dei servizi di trasporto dei passeggeri. Si segnalò come la TBA avesse ottenuto almeno 250 multe che ammontavano all'incirca sui 700 milioni di pesos, dovute alle irregolarità nei servizi di trasporti sopra menzionati. Nella conferenza stampa presenziata dal ministro federale della Pianificazione Julio de Vido dichiarò che la TBA era fuori dalla UGOFE.
Attraverso il decreto 793/12, si convocò la conformazione di una UTE (unione transitoria delle imprese), denominata UGOMS. La stessa formata dal gruppo Roggio (Metrovias, operatrice delle linee sotterranee della CABA e il servizio metropolitano della ferrovia Urquiza) e dal gruppo Romero (Ferrovias) incaricato delle linee Belgrano Norte. Questa risoluzione ebbe come oggetto principale la regolamentazione del servizio delle linee Mitre e Sarmiento. Il 24 maggio del 2012, grazie al decreto 793/12, firmato da Cristina Fernandez de Kirchner, lo stato nazionale toglieva alla TBA la concessione per l'enorme accumulo di multe e le ripetute gravi violazioni, per la mancanza di investimenti e migliorie del servizio.
Come conseguenza della fine della concessione, la TBA smise di gestire i servizi del "Gran Capitan" e del "Tren de los Pueblos Libres", corrispondenti entrambi alla ferrovia General Urquiza. La TBA inoltre smise di gestire i servizi del "Gran Capitan" e del "Tren de los Pueblos Libres", facenti parte sempre della ferrovia Urquiza.
La scrittrice del libro Undici, viaggiare e morire come animali (Once, viajar y morir como animales), Graciela Mochkofsky dichiarò e assicurò che  la TBA mantenne i suoi treni nello stesso stato di quando li aveva acquistati nel 1990, nonostante i sussidi ricevuti e la crescita economica.
Nel 2016, due dirigenti dell'impresa e Claudio Cirigliano, presidente della Cometrans (la principale azionista della TBA e uno dei proprietari del Gruppo Plaza), nel mezzo della causa per la tragedia ferroviaria dell'Once, furono condannati.

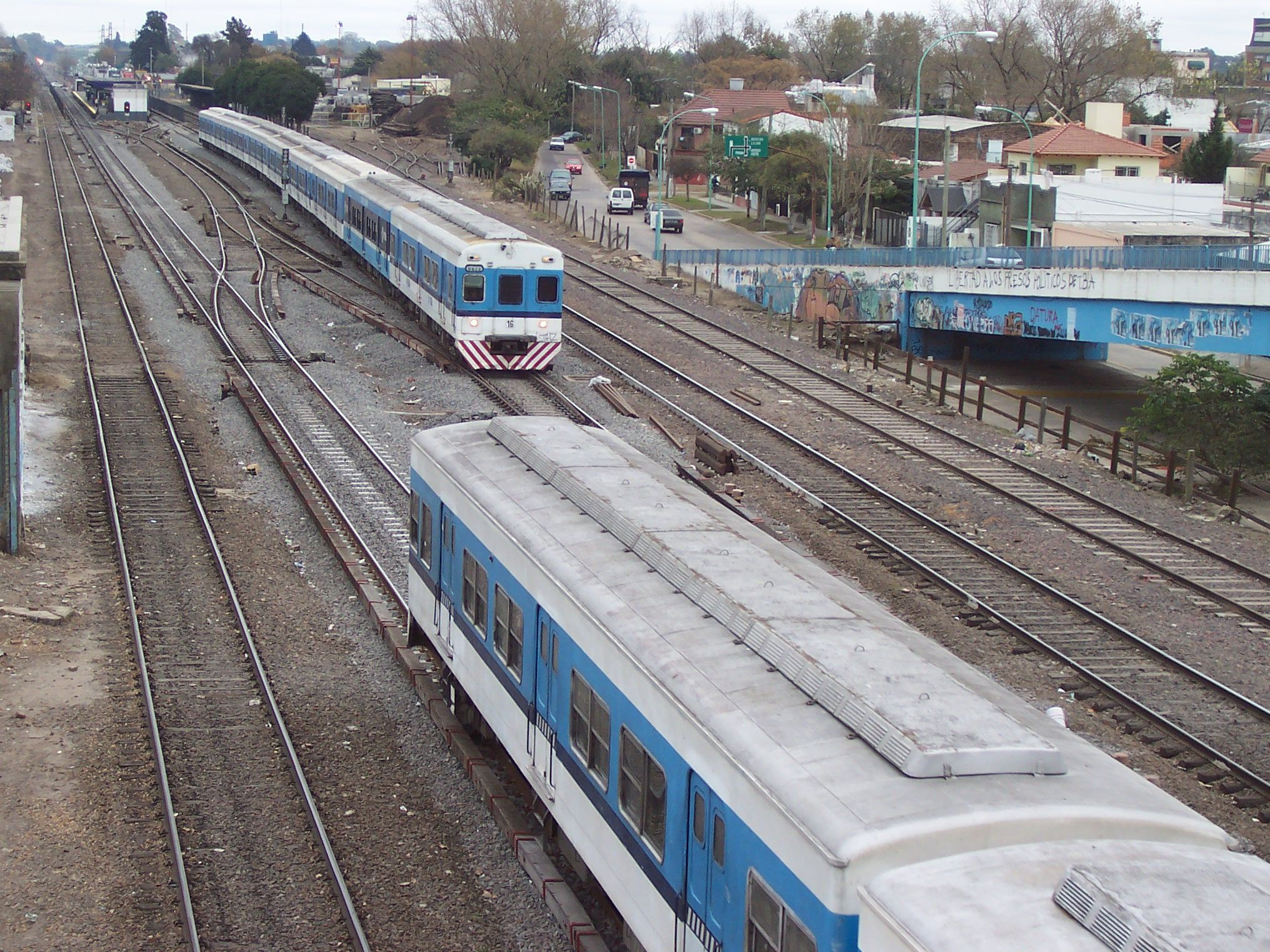
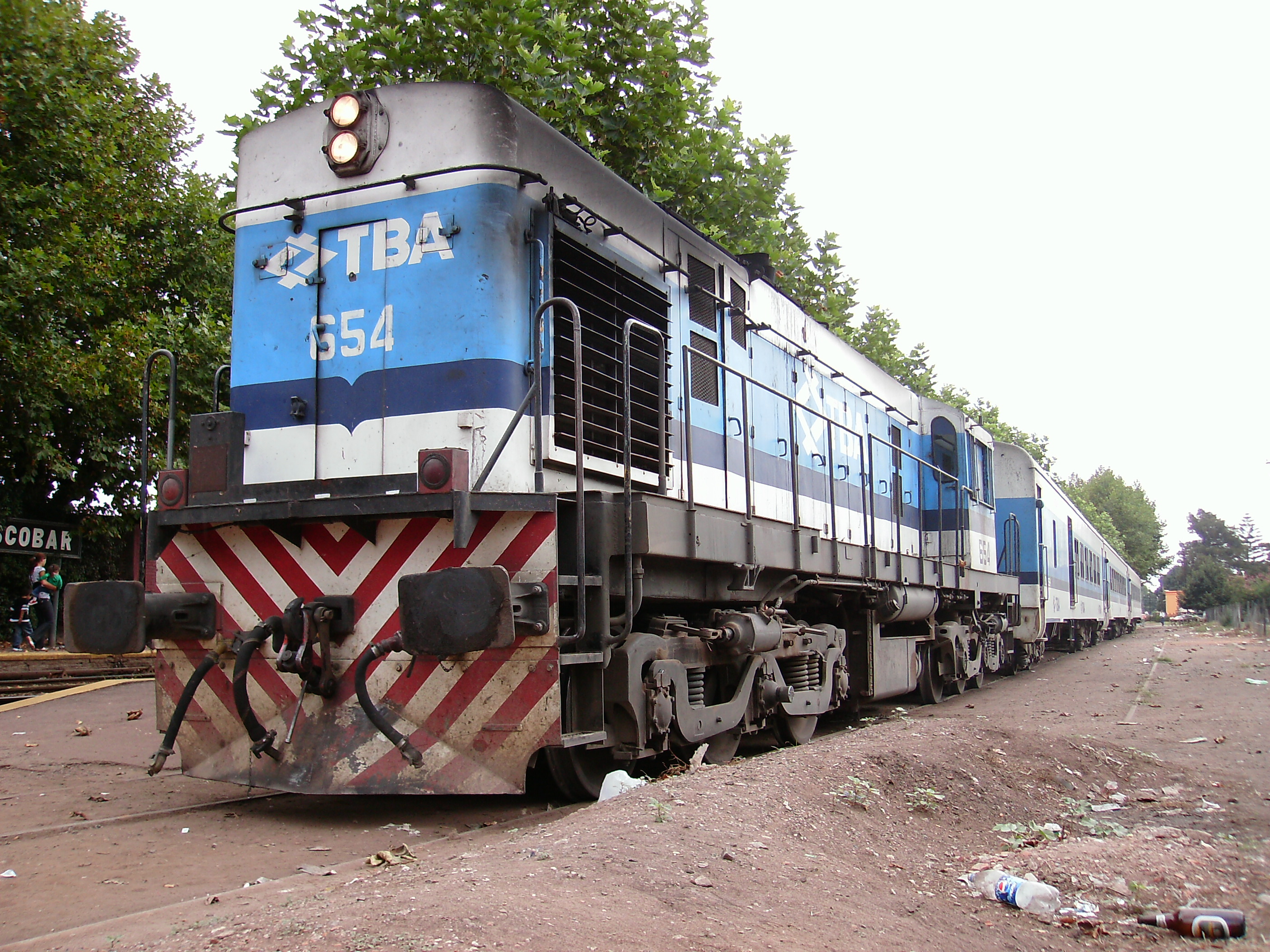
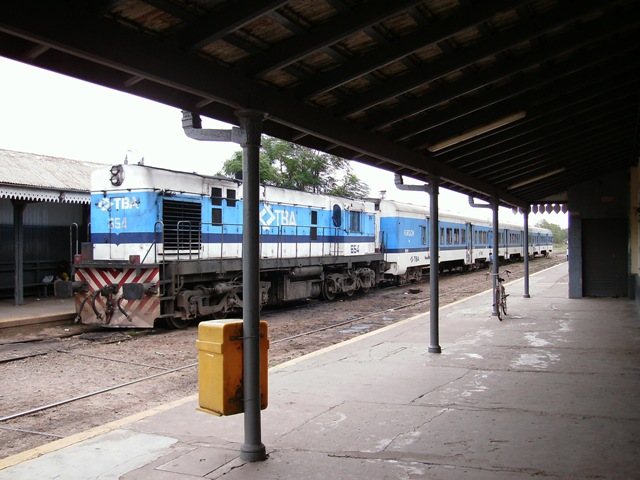
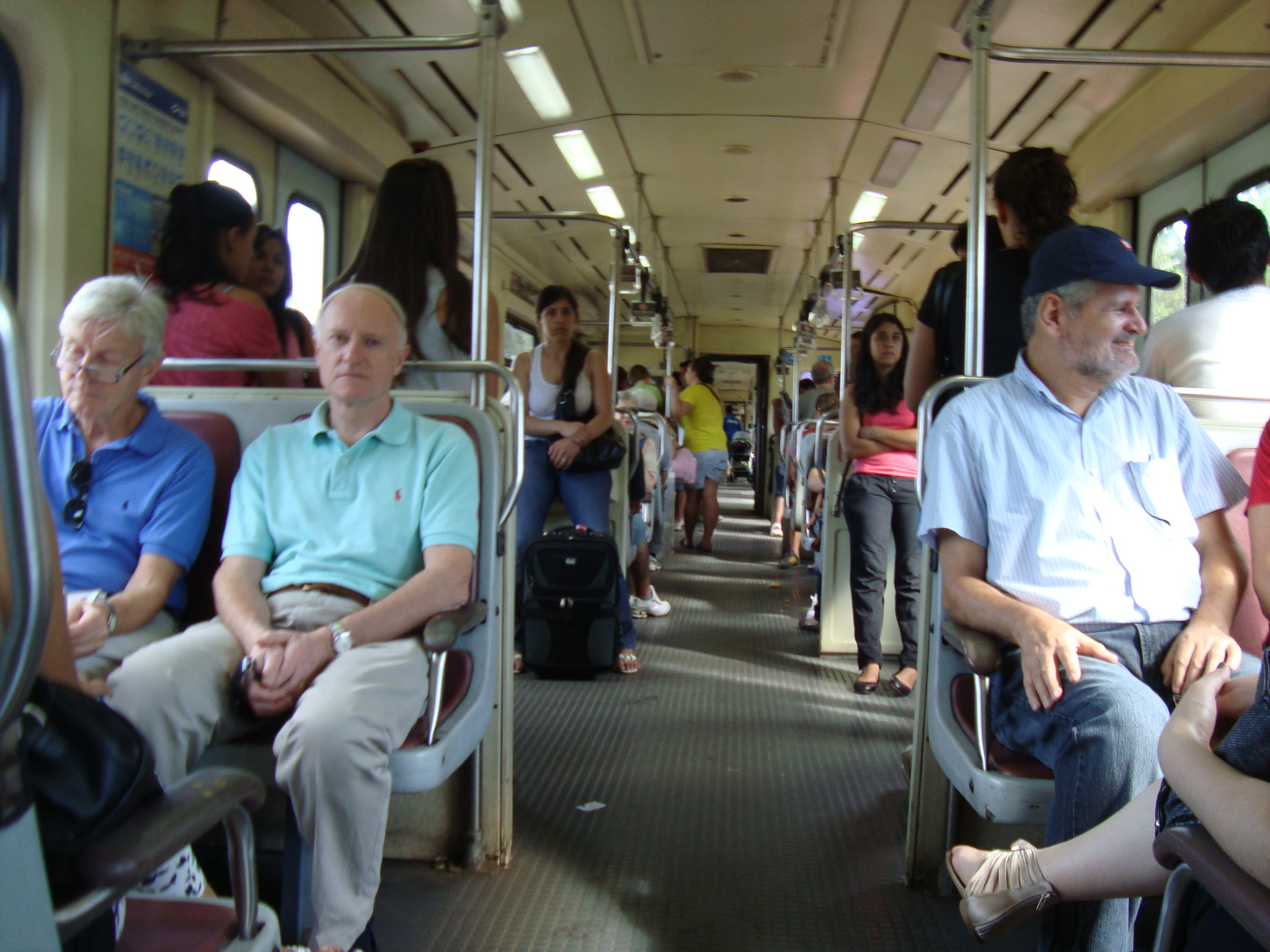
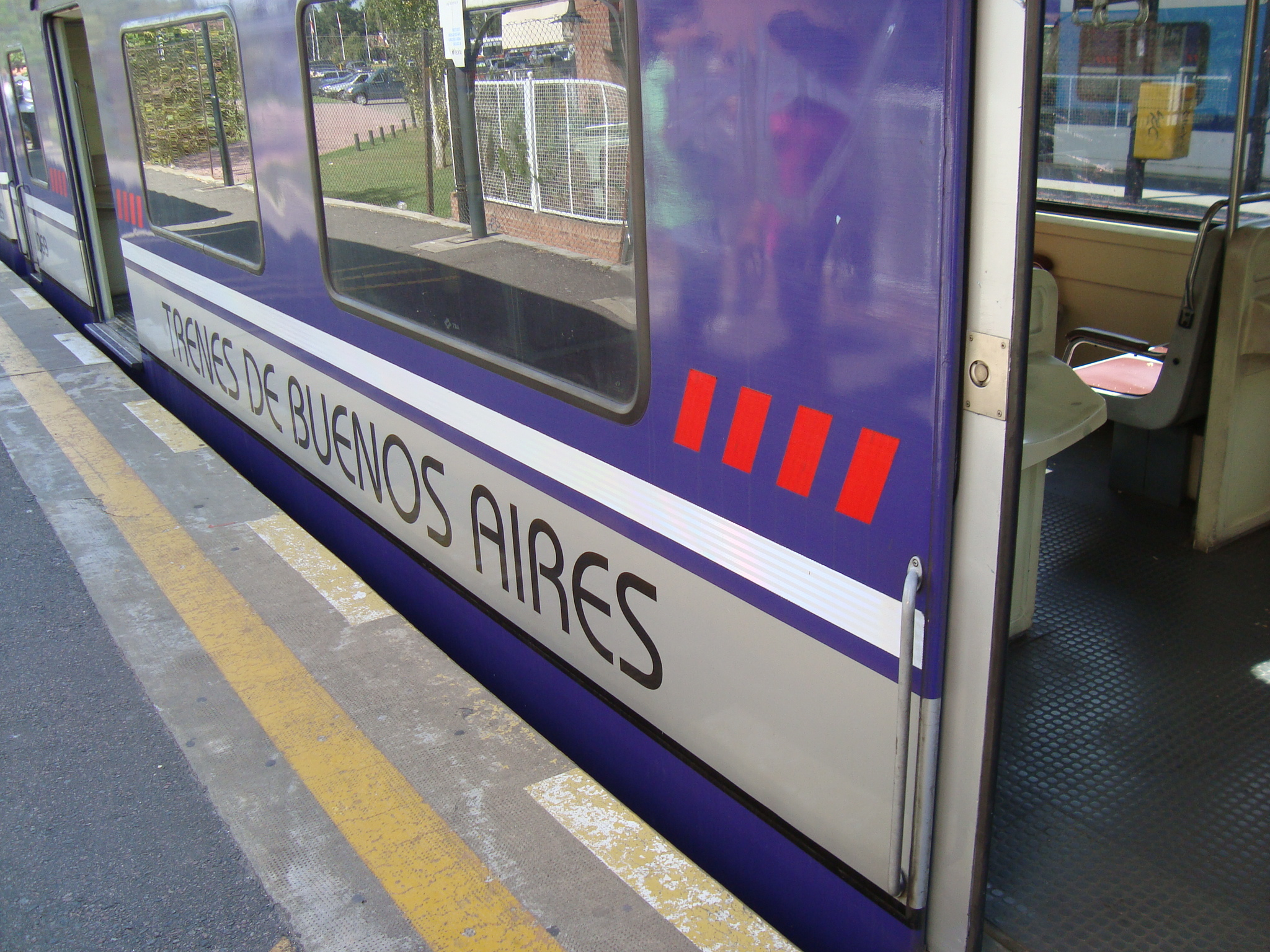
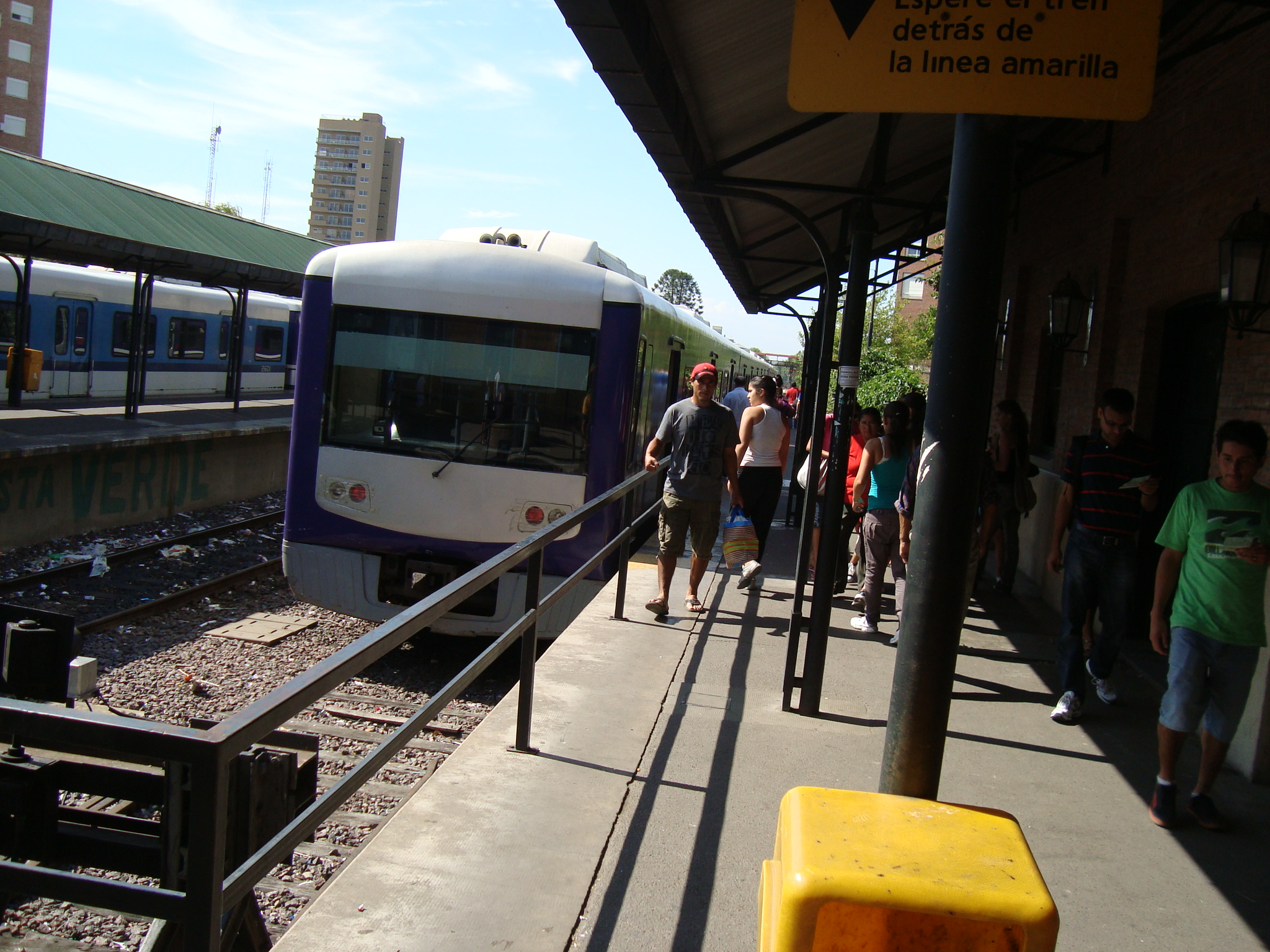